# Carlo Dragone
Carlo Dragone (Frabosa Soprana, 2 giugno 1911 – Roma, 12 febbraio 1974) è stato un presbitero, scrittore critico letterario italiano, noto per il suo "commento e parafrasi alla Divina Commedia" (1958) e per avere composto la Spiegazione del Catechismo di San Pio X.
Nel 1970 fu insignito, in qualità di critico letterario, della medaglia d'oro dalla sezione internazionale per l'incremento delle Lettere e delle Arti e per la cooperazione culturale dell'ONU.